# Тигриный монастырь
Тигриный монастырь (Ват Па Луангта Буа Янасампанно, тайск. วัดป่าหลวงตามหาบัว ญาณสัมปันโน) — буддийский монастырь школы Тхеравада на западе Таиланда. Основан в 1994 году аббатом Пра Ачарн Пхусит Кантхитхаро (англ. Phra Acharn Phusit Kanthitharo) как лесной монастырь и приют для диких животных, среди которых было и несколько тигров.
30 мая 2016 года тайская полиция и представители Департамента Национальных Парков, Дикой Природы и Сохранению Растений приступили к операции по вывозу всех тигров из монастыря. В ходе этой операции в ветеринарном кабинете монастыря было обнаружено около 40 мертвых тигрят. По этому поводу администрация монастыря заявила, что уровень смертности тигрят был не высок, и раньше применялась кремация. Но с 2010 года ветеринар изменил эту практику. Заморозка тигрят, умерших от естественных причин, была нужна в качестве доказательств против обвинений монастыря в торговле тиграми. Представители ДНП заявили, что им нужно время, чтобы проверить слова представителей монастыря.
В настоящее время храм закрыт для посетителей.

## Расположение
Монастырь находится в округе Сай Йок в провинции Канчанабури, недалеко от границы с Мьянмой, примерно в 38 километрах к северо-западу от города Канчанабури в сторону города Сай Йок на 323 шоссе.

## Тигры

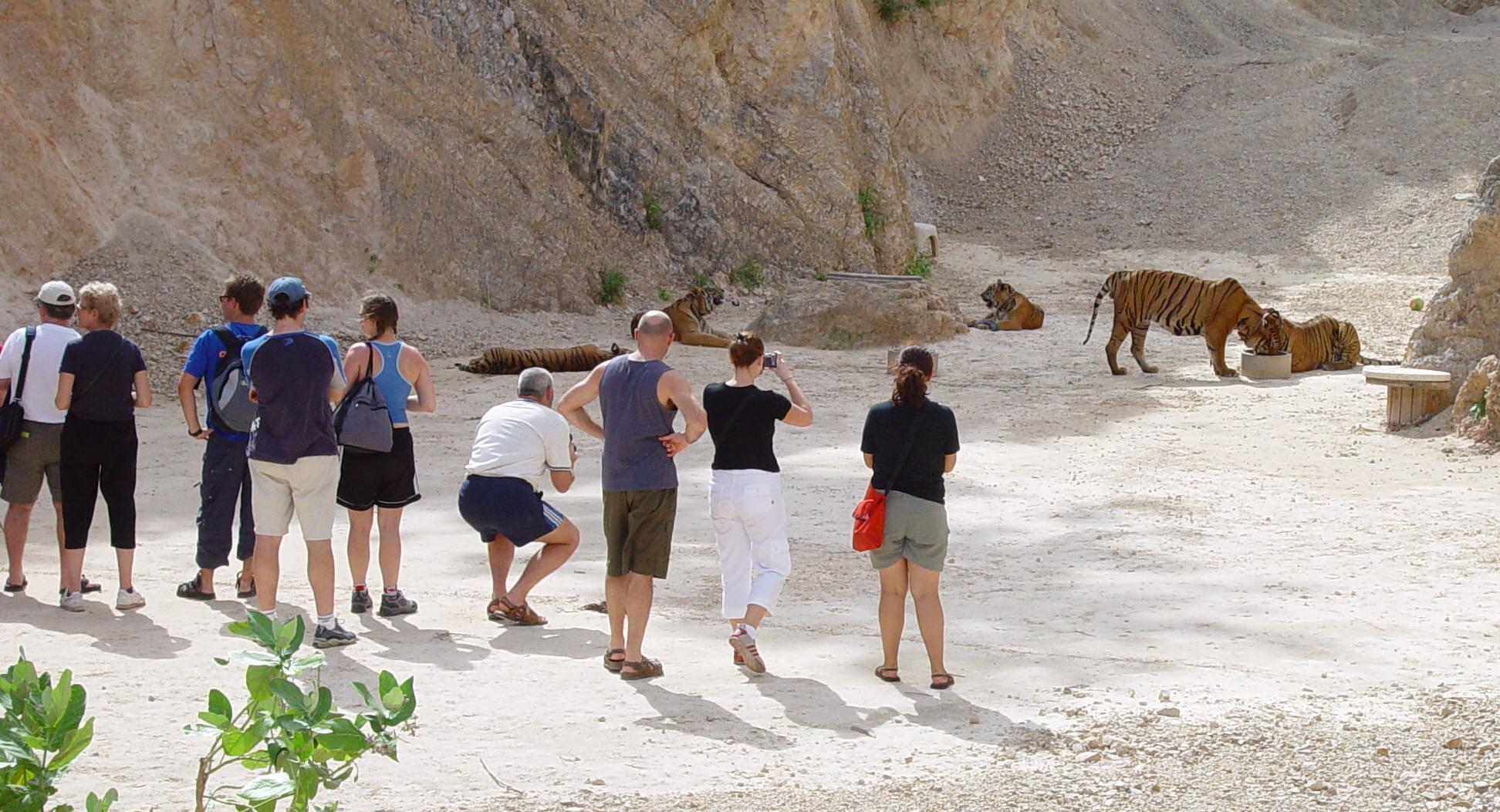
Туристы, наблюдающие за тиграми

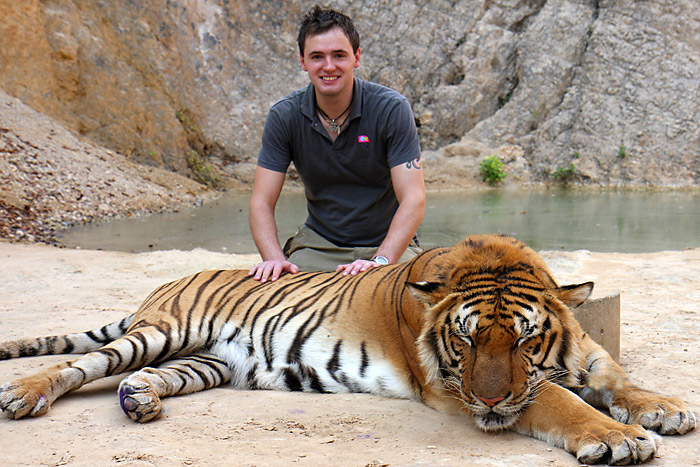
Посетители могут сфотографироваться как со взрослым тигром, так и с тигрятами

В 1999 году монастырь получил первого тигрёнка, который был найден деревенскими жителями. Однако вскоре он погиб. Позднее в монастырь поступило ещё несколько тигрят. Среди них были детеныши, чьи матери были убиты браконьерами. Некоторые были переданы людьми, обнаружившими, что их «домашние» тигрята слишком выросли. Другие были отданы в монастырь после ужесточения законодательства по охране животных. На начало января 2011 года в монастыре находилось 85 тигров, примерно 40 из них — тигрята разного возраста.
Большую часть времени тигры проводят в клетках, но летом 2011 года открыли тигриный остров, где тигры живут уже не в клетках. Также приобретена территория в 1000 акров, которая сейчас обрабатывается, и которая позволит жить тиграм почти в природной среде. Тигров кормят варёной курицей и сухим кошачьим кормом. Курица варится для того, чтобы не было вкуса крови, и запах крови не ассоциировался у тигров с едой, а также чтобы убить вирус птичьего гриппа, который может содержаться в сырой курице. Согласно официальному сайту монастыря, сухой кошачий корм дается тиграм для получения необходимых питательных веществ, например таких как таурин, который теряется в варёной курице.
Поездка от Бангкока до монастыря занимает около 2,5 часов. Храм посещает от 300 до 600 посетителей ежедневно. На территории храма находятся коробки для пожертвования для тех, кто желает поддержать монастырь. По словам персонала монастыря, кормление и уход обходится примерно в 100 долларов США в день на тигра.
В монастыре гости могут кормить тигрят из бутылки, играть с тиграми постарше, участвовать в купании тигров, кормить их с рук и фотографироваться со спящими взрослыми тиграми.
За тиграми ухаживают монахи, иностранные волонтеры и местный персонал. Раз в день тигров на поводке выводят в ближайший каньон. Раньше тигры свободно гуляли там, но теперь, с увеличением числа посетителей и самих тигров, в целях безопасности их привязывают на цепи. Сотрудники за руку подводят посетителей к тиграм со спины, чтоб они могли посидеть рядом с животными и погладить их. В это время работники монастыря контролируют поведение тигра, чтобы иметь возможность вмешиваться, если тигр начнет волноваться.
Посетители, которые боятся подходить к тиграм, могут понаблюдать за ними с расстояния.
Деньги, полученные за продажу билетов, тратятся на кормление животных, а также на финансирование строительства большого заповедника, который позволит животным жить практически в естественной среде. Часть территории заповедника уже открыта и заселена тиграми, но другая часть ещё находится в процессе строительства, поскольку необходимо достроить ограждение рядом со рвом, которое бы не давало тиграм покинуть заповедник. В монастыре восстанавливают леса («буддийский парк») на обширных близлежащих территориях. Это позволит в дальнейшем выпустить тигров на природу.
Из-за отсутствия организации программ разведения, а также доступных данных о ДНК тигров, их происхождение неизвестно. Однако считается, что там все они относятся к индокитайским тиграм (кроме Мэка, который является бенгальским тигром). Также существует вероятность, что там есть недавно обнаруженные малайские тигры и вполне возможно, что многие из них — помеси разных подвидов.

## Критика
По многочисленным отзывам туристов и по данным специально проведённых инспекций было установлено, что в методах содержания тигров в монастыре имеются серьёзные недостатки. Организация «Care for the Wild International» утверждает (на основе информации, собранной в период между 2005 и 2008 годами), что Тигриный монастырь участвует в подпольных обменах тиграми с владельцем фермы тигров в Лаосе, что противоречит Конвенции о международной торговле видами дикой фауны и флоры, находящимися под угрозой уничтожения, а также законодательству Таиланда и Лаоса. Также утверждается, что монастырь используется как место размножения тигров, хотя не имеет соответствующей лицензии в соответствии с требованиями тайского «Закона о сохранении и защите диких животных» (англ. «Wild Animals Reservation and Protection Act») от 1992 года.
Говорится и о проблемах с содержанием животных — плохом жилье (маленькие клетки с бетонным полом), отсутствии надлежащих условий и ветеринарного ухода, недостаточном питании, физическом насилии над тиграми и применением наркотиков с целью сделать их более покладистыми при посещении туристами.
После доклада «Care for the Wild International» коалиция из 39 природоохранных организаций, в том числе Международное гуманное сообщество, Международная ассоциация зоопарков и аквариумов, Всемирное общество защиты животных и Всемирный фонд дикой природы написали письмо Генеральному директору национальных парков в Таиланде от имени «Международной коалиции тигров». Это письмо призывает Генерального директора принять меры в отношении Тигриного монастыря в связи с обменом 12 тиграми с Лаосом, с отсутствием связи с аккредитованными селекционными программами сохранения, а также невозможностью генетически проверить монастырских тигров в целях определения их происхождения и ценности для программ по сохранению вида. Делается вывод, что «Монастырь не имеет средств, навыков, контактов с аккредитованными зоопарками, или даже желания справляться со своими тиграми соответствующим образом. Он, напротив, мотивирован на демонстрацию тигров туристам и незаконную торговлю тиграми ради получения прибыли».
По данным на 2012 год ситуация практически не изменилась в лучшую сторону. С тиграми по-прежнему обращаются неподобающим образом, используя их, по сути, как цирковых животных в угоду туристам.

## Другие животные в храме
В монастыре проживает более 300 других животных. Такие как павлины, коровы, азиатские буйволы, олени, свиньи, козлы и др. Также там содержатся медведи и львы.

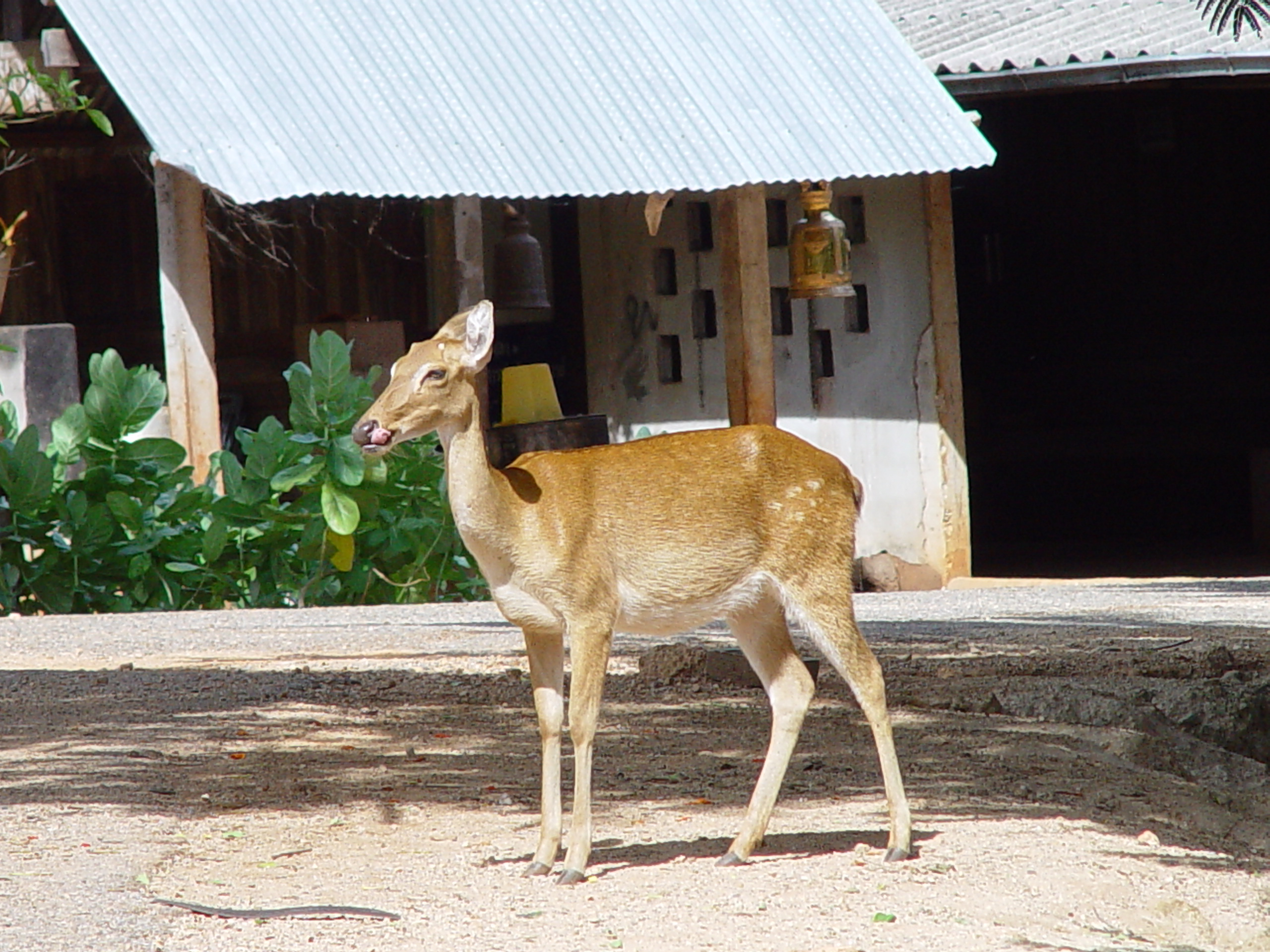
Олень
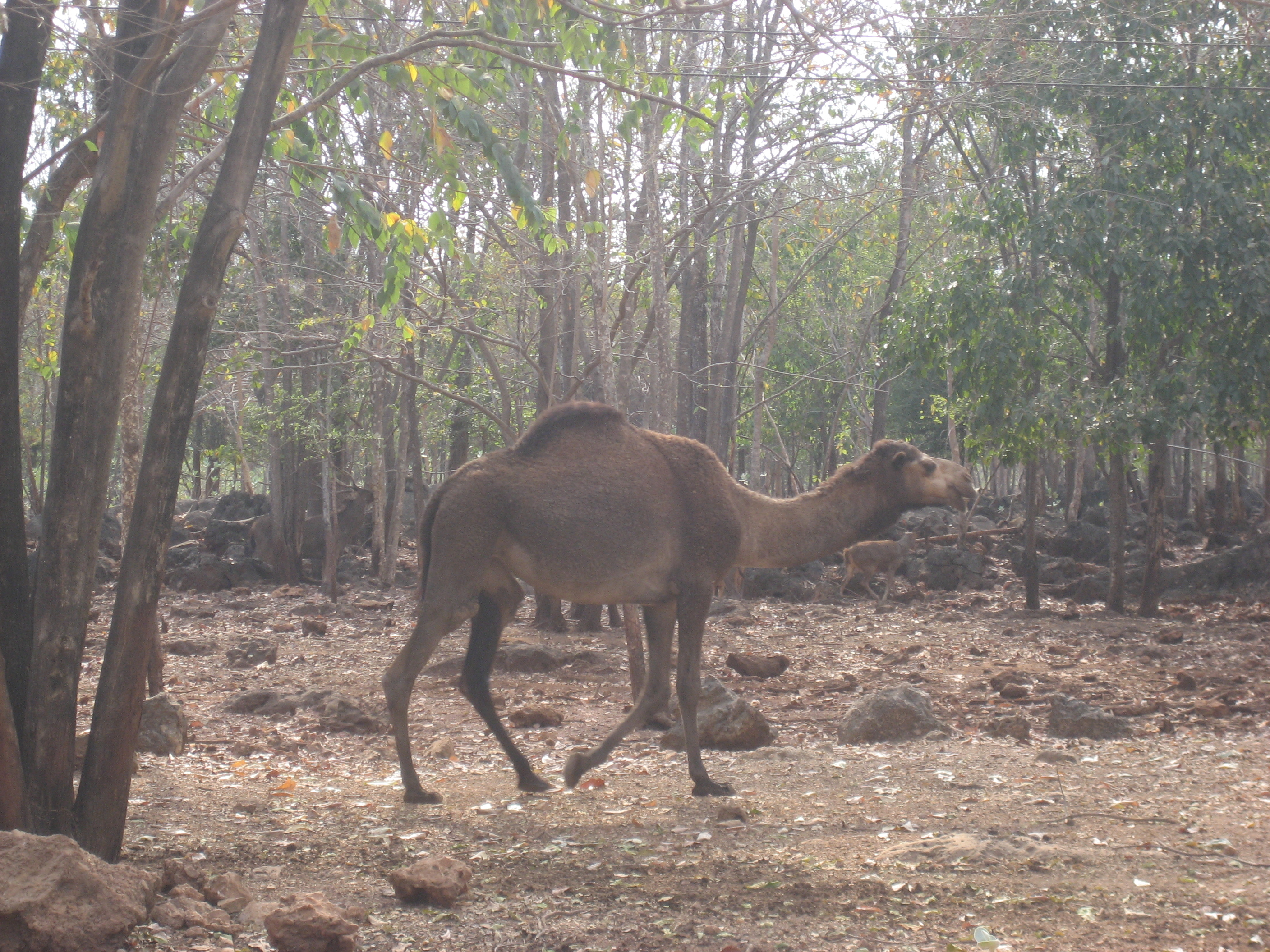
Одногорбый верблюд
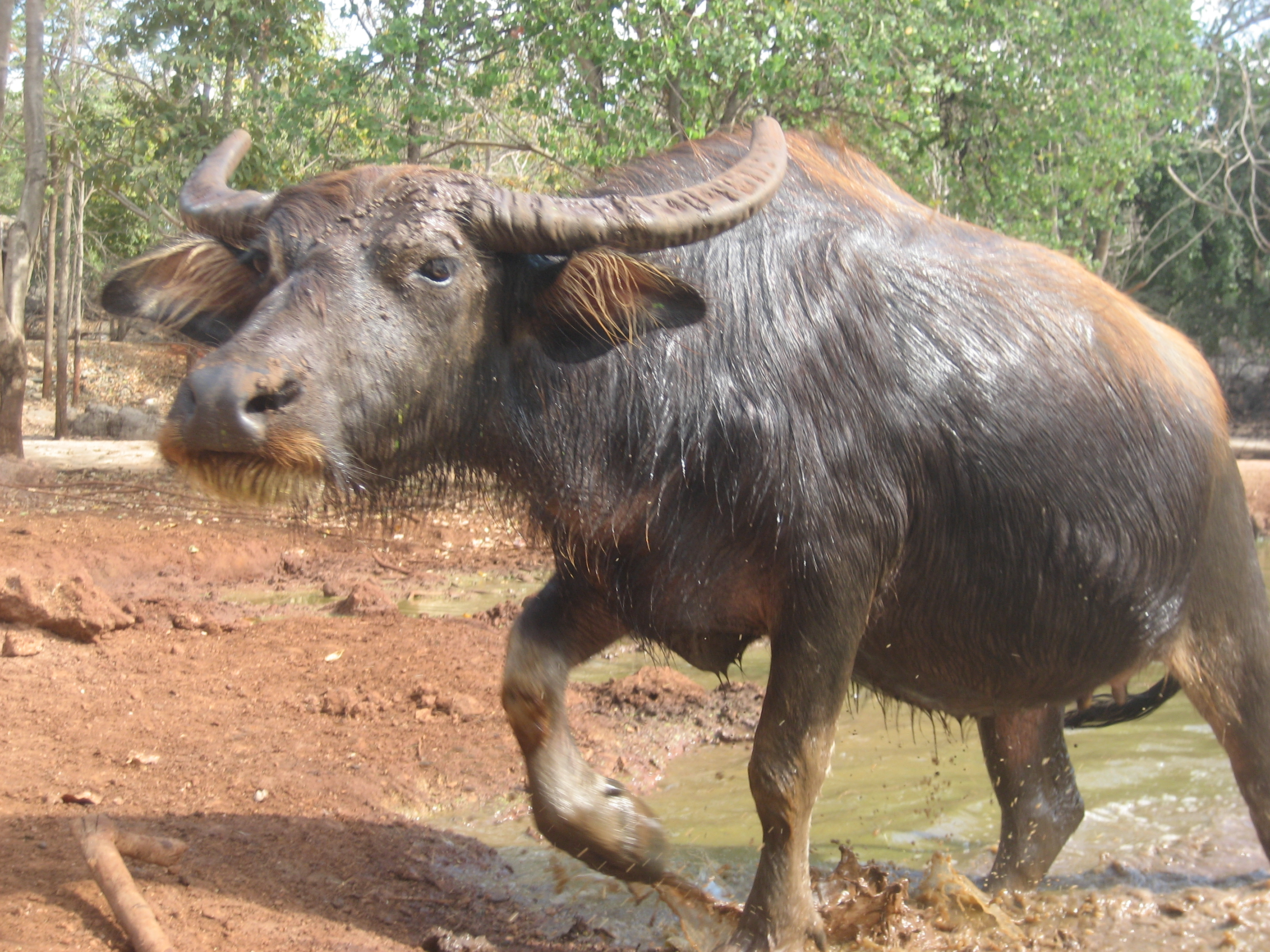
Азиатский буйвол
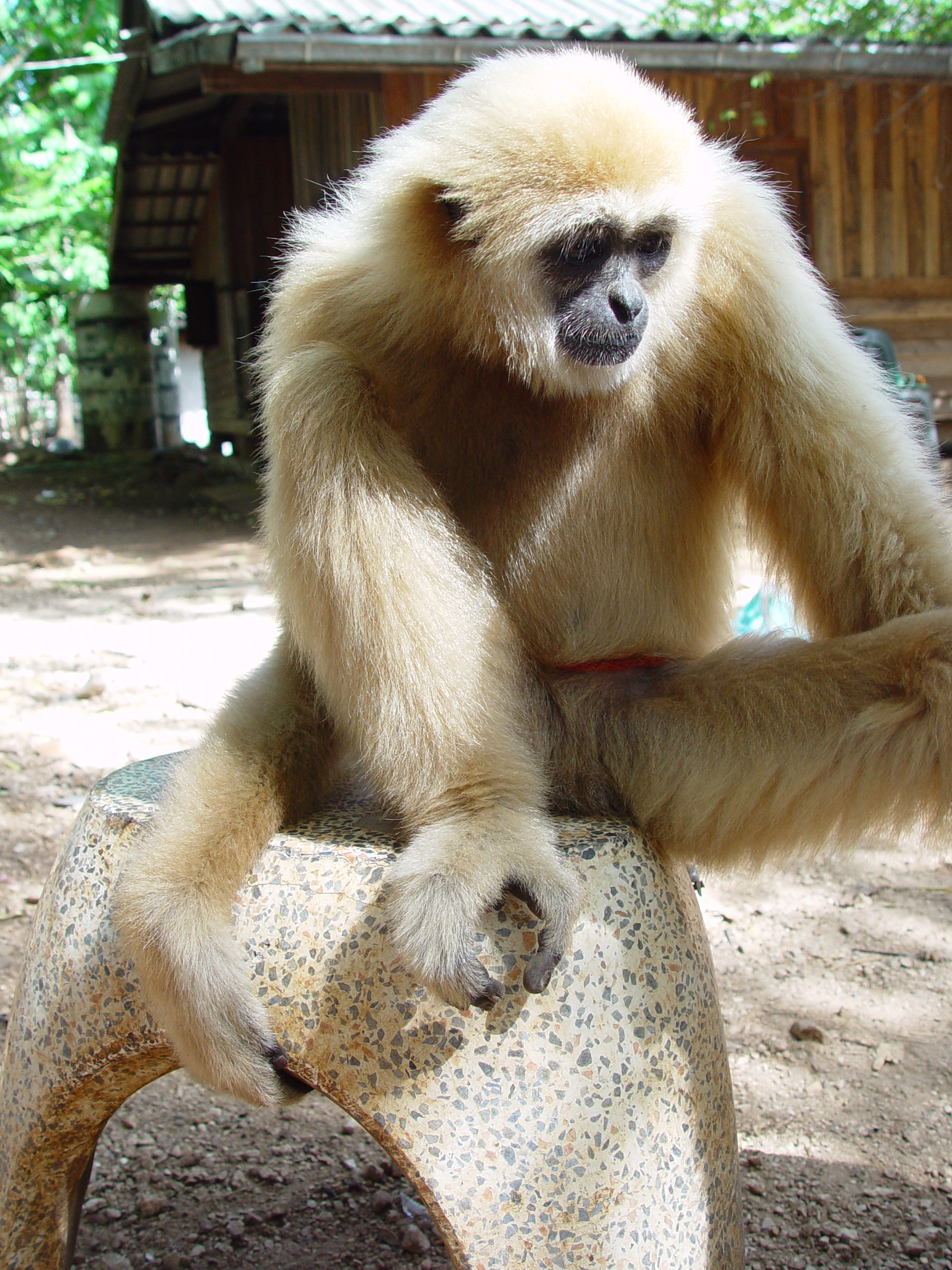
Белорукий гиббон

## Программа
Тигриный монастырь предлагает несколько видов экскурсий.
Утренняя программа проходит с 7:30 до 11:00 и стоит 5000 бат. Она начинается с кормления тигров в Сале, и общего завтрака в ней. После завтрака посетители отводят тигрят по клеткам и проходят на небольшую территорию с водопадом, где играют с молодыми тиграми и тигрятами с помощью различных игрушек. После игры они принимают участие в купании и кормлении. Затем вместе с большими тиграми спускаются в каньон, где тигров выпускают и они играют в небольшом пруду. Посетители находятся в клетке и наблюдают за игрой тигров.
Дневная (послеобеденная) программа длится с 12:00 до 16:00, билеты стоят 600 бат. В это время тигры спят и посетители фотографируются с ними в каньоне, пока они наименее активны.
Все остальные мероприятия проходят за отдельную плату («кормление тигрят» — 1000 бат, «вечерние упражнения тигров» — 500 бат) и количество присутствующих людей на них ограниченно.